# Amtsgericht Triebel
Das Amtsgericht Triebel war ein preußisches Amtsgericht mit Sitz in Triebel, Provinz Brandenburg.

## Geschichte
Das königlich preußische Amtsgericht Triebel wurde mit Wirkung zum 1. Oktober 1879 als eines von zehn Amtsgerichten im Bezirk des Landgerichtes Guben im Bezirk des Kammergerichtes gebildet. Der Sitz des Gerichtes war die Stadt Triebel. Sein Gerichtsbezirk umfasste aus dem Landkreis Sorau den Stadtbezirk Triebel, die Amtsbezirke Haasel, Jerischko, Kemnitz, Groß-Särchen Forstrevier, Groß-Teuplitz, Triebel Domaine und Tzschecheln, die Gemeindebezirke und Gutsbezirke Grabow, Niemaschkleba und Tzscheeren aus dem Amtsbezirk Niewerle sowie die Teile der Gemeindebezirke Pokuschel, Groß- und Klein-Teuplitz und Ober-Helmsdorf, die zum Amtsbezirk Pförten gehörten. Am Gericht bestand 1880 eine Richterstelle. Das Amtsgericht war damit ein kleines Amtsgericht im Landgerichtsbezirk. Im Jahre 1907 erhielt das Amtsgericht Triebel vom Amtsgericht Muskau den Amtsbezirk Jämlitz überwiesen. Im Rahmen der Weltwirtschaftskrise wurden 60 Amtsgerichte als Folge von Sparverordnungen aufgehoben. Mit der Verordnung über die Aufhebung von Amtsgerichten vom 30. Juli 1932 wurde das Amtsgericht Triebel zum 30. September 1932 aufgehoben und sein Sprengel zwischen dem Amtsgericht Sorau, dem Amtsgericht Forst, dem Amtsgericht Muskau und dem Amtsgericht Sommerfeld aufgeteilt. Gegen die Schließung dieser Amtsgerichte agitierte die NSDAP in vielen Fällen. Nach der Machtergreifung 1933 wurden mit dem Gesetz über die Wiedereinrichtung aufgehobener Amtsgerichte und die Schaffung von Zweigstellen der Amtsgerichte vom 29. August 1933 eine Reihe dieser im Vorjahr aufgehobenen Gerichte zum 1. Oktober 1933 wieder eingerichtet, darunter auch das Amtsgericht Triebel.
Im Jahre 1945 wurden die östlich der Oder-Neiße-Grenze gelegenen Teile des Amtsgerichtsbezirkes unter polnische Verwaltung gestellt. Damit endete die Geschichte des Amtsgerichtes Triebel.